# Acrolusia
Acrolusia is een geslacht van uitgestorven zee-egels uit de familie Acrolusiidae.

## Soorten
- Acrolusia gauthieri Lambert, 1920 † Onder-Krijt (Neocomien), Algerije.